# E712
La ruta europea E712 és una carretera que forma part de la Xarxa de carreteres europees. Comença a Ginebra (Suïssa) i finalitza a Marsella (França). Té una longitud de 416 km. Té una orientació de nord a sud.